# Slip hestene løs
Slip hestene løs er en dansk film fra 2000 med manuskript og instruktion af Erik Clausen.

## Medvirkende
- Erik Clausen
- Marianne Frost
- Elith Nykjær
- Bjarne Henriksen
- Peter Aude
- Morten Suurballe
- Ole Stephensen
- Javed Akram
- Dorte Højsted